# Türkische Eishockeynationalmannschaft
Die türkische Eishockeynationalmannschaft wird von der Türkischen Eishockey Föderation TBHF organisiert und vertritt die Türkei bei internationalen Turnieren. Die Mannschaft der Männer wird nach der Weltmeisterschaft 2017 in der IIHF-Weltrangliste auf Platz 41 geführt, die der Damen auf Platz 31.

## Herren
1991 nahm das Team erstmals an einer Eishockey-Weltmeisterschaft teil. Seit 2002 spielen die Türken regelmäßig mit. Damals belegte man in der Division II den sechsten Rang der Gruppe A und stieg somit in die Division III ab. Die nächste WM beendete man als Dritter der Division III, 2004 belegte man in Reykjavík den zweiten Platz und stieg somit wieder in die zweite Division auf. Nach nur einem Jahr stieg die Türkei allerdings wieder in die tiefste WM-Division ab.
Nach der Weltmeisterschaft 2006 erneut aufgestiegen, belegte das Team bei der WM 2007 den sechsten Platz in der Gruppe A der Division II und musste somit zum dritten Mal in der kurzen WM-Geschichte des Landes den Gang in die dritte Division antreten. Das Ziel, sofort wieder aufzusteigen verpassten die Türken 2008 als Vierter der Division III deutlich. Bei der Eishockey-Weltmeisterschaft der Herren 2009 gelang den Türken dann aber als Zweiter der Division III der Wiederaufstieg in die Division II, aus der sie aber erneut postwendend abstiegen. Nach dem erneuten Aufstieg 2012 gelang bei der WM 2013 im heimischen İzmit dann als Fünfter erstmals der Klassenerhalt in der Division II. Ein Jahr später mussten die Türken dann aber doch wieder in die Division III absteigen. Nachdem 2015 der Aufstieg durch eine Niederlage im abschließenden Gruppenspiel gegen Nordkorea verpasst wurde, konnte bei der Weltmeisterschaft 2016 der erneute Aufstieg gefeiert werden.
Trainiert wird die Nationalmannschaft von Deniz Ince.

### Übersicht
| Jahr | Turnier | Austragungsort           | Platzierung                          | Besonderheiten                        |
| ---- | ------- | ------------------------ | ------------------------------------ | ------------------------------------- |
| 1992 | WM      | Johannesburg, Südafrika  | Platz 40 (6. C2-WM)                  |                                       |
| 1993 | WM      | nicht qualifiziert       | nicht qualifiziert                   | nicht qualifiziert                    |
| 1994 | WM      | nicht qualifiziert       | nicht qualifiziert                   | nicht qualifiziert                    |
| 1995 | WM      | keine Teilnahme          | keine Teilnahme                      | keine Teilnahme                       |
| 1996 | WM      | nicht qualifiziert       | nicht qualifiziert                   | nicht qualifiziert                    |
| 1997 | WM      | Ankara, Türkei           | Platz 39 (3. E-WM)                   | Aufstieg in D-WM                      |
| 1998 | WM      | Pretoria, Südafrika      | Platz 39 (7. D-WM)                   |                                       |
| 1999 | WM      | Krugersdorp, Südafrika   | Platz 38 (7. D-WM)                   |                                       |
| 2000 | WM      | Reykjavík, Island        | Platz 42 (9. D-WM)                   |                                       |
| 2001 | WM      | keine Teilnahme          | keine Teilnahme                      | keine Teilnahme                       |
| 2002 | WM      | Kapstadt, Südafrika      | Platz 39 (6. Division II)            | Abstieg in Division III               |
| 2003 | WM      | Auckland, Neuseeland     | Platz 43 (3. Division III)           |                                       |
| 2004 | WM      | Reykjavík, Island        | Platz 42 (2. Division III)           | Aufstieg in die Division II           |
| 2005 | WM      | Zagreb, Kroatien         | Platz 40 (6. Division II)            | Abstieg in die Division III           |
| 2006 | WM      | Reykjavík, Island        | Platz 42 (2. Division III)           | Aufstieg in Division II               |
| 2007 | WM      | Zagreb, Kroatien         | Platz 39 (6. Division II)            | Abstieg in Division III               |
| 2008 | WM      | Kockelscheuer, Luxemburg | Platz 44 (4. Division III)           |                                       |
| 2009 | WM      | Dunedin, Neuseeland      | Platz 42 (2. Division III)           | Aufstieg in Division II               |
| 2010 | WM      | Mexiko-Stadt, Mexiko     | Platz 40 (6. Division II)            | Abstieg in Division III               |
| 2011 | WM      | Kapstadt, Südafrika      | Platz 43 (3. Division III)           |                                       |
| 2012 | WM      | Erzurum, Türkei          | Platz 41 (1. Division III)           | Aufstieg in Division II, Gruppe B     |
| 2013 | WM      | İzmit, Türkei            | Platz 39 (5. Division II, Gruppe B)  |                                       |
| 2014 | WM      | Jaca, Spanien            | Platz 40 (6. Division II, Gruppe B)  | Abstieg in die Division III           |
| 2015 | WM      | Izmir, Türkei            | Platz 42 (2. Division III)           |                                       |
| 2016 | WM      | Istanbul, Türkei         | Platz 41 (1. Division III)           | Aufstieg in die Division II, Gruppe B |
| 2017 | WM      | Auckland, Neuseeland     | Platz 40 (6. Division II, Gruppe B)  | Abstieg in die Division III           |
| 2018 | WM      | Kapstadt, Südafrika      | Platz 43 (3. Division III)           |                                       |
| 2019 | WM      | Sofia, Bulgarien         | Platz 42 (2. Division III)           |                                       |
| 2020 | WM      | keine Austragung         | keine Austragung                     | keine Austragung                      |
| 2021 | WM      | keine Austragung         | keine Austragung                     | keine Austragung                      |
| 2022 | WM      | Kockelscheuer, Luxemburg | Platz 38 (2. Division III, Gruppe A) | Aufstieg in die Division II, Gruppe B |
| 2023 | WM      | Istanbul, Türkei         | Platz 39 (5. Division II, Gruppe B)  |                                       |
| 2024 | WM      | Sofia, Bulgarien         | Platz 40 (6. Division II, Gruppe B)  | Abstieg in die Division III, Gruppe A |
| 2025 | WM      | Istanbul, Türkei         | Platz 43 (3. Division III, Gruppe A) |                                       |

## Besondere Spiele
- Erstes Spiel:  Griechenland 15:3  Türkei am 21. März 1992 in Johannesburg, Südafrika
- Höchster Sieg:  14. April 2011 16:0   Türkei –  Griechenland (6-0  4-0 6-0) Grandwest Ice Arena / Südafrika
- Höchste Niederlage:  Spanien 38:0  Türkei am 27. März 1992 in Johannesburg, Südafrika